# Ballata per Genova
Ballata per Genova è stata una serata varietà, dedicata alle vittime del crollo del ponte Morandi, condotta da Amadeus, Antonella Clerici, Lorella Cuccarini e dai due comici genovesi Luca Bizzarri e Paolo Kessisoglu, trasmesso in prima serata su Rai 1 il 14 giugno 2019.
Il programma ha avuto uno share del 18.5% con 3.164.000 telespettatori. 
Ospiti che hanno partecipato: Cristiano De André, Gino Paoli con Danilo Rea, Umberto Tozzi e Raf, Arisa, Laura Pausini e Biagio Antonacci (in collegamento da Roma), Piero Cassano, Vittorio De Scalzi, Gigi D'Alessio, Franco Gatti, The Kolors, Elodie e Irama.